# Belmont-lès-Darney
 Belmont-lès-Darney  es una población y comuna francesa, en la región de Lorena, departamento de Vosgos, en el distrito de Épinal y cantón de Darney.

## Demografía
| 124 | 109 | 101 | 98 | 117 | 113 |
| Para los censos de 1962 a 1999 la población legal corresponde a la población sin duplicidades (Fuente: INSEE [Consultar]) |     |     |    |     |     |